# Chrysia
Chrysoesthia là một chi bướm đêm thuộc họ Gelechiidae.

## Hình ảnh

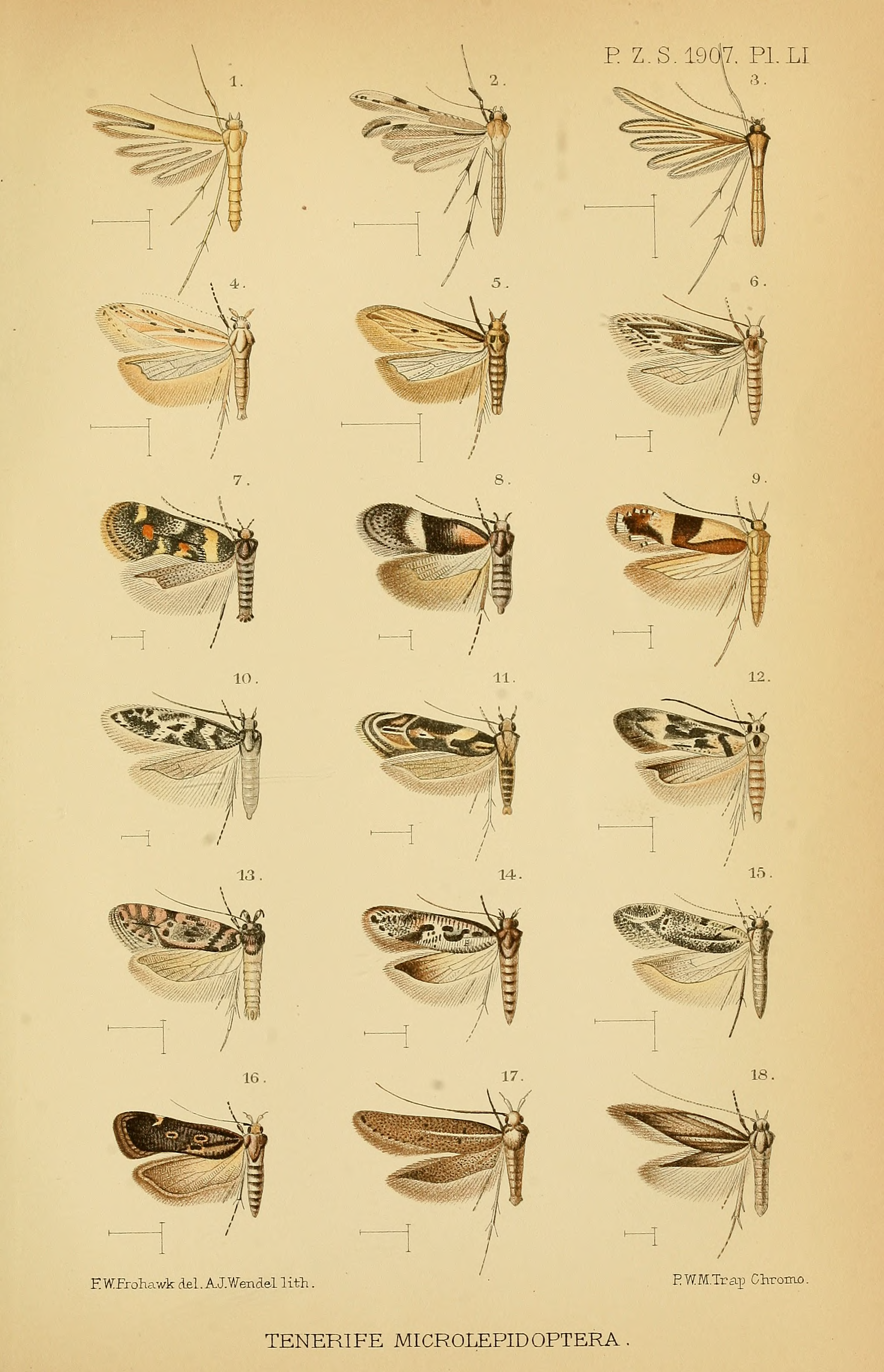